# Acido polifosforico
L'acido polifosforico (o PPA) è un polimero dell'acido fosforico. Ha formula generale HO(PO2OH)nH (essendo n il numero delle unità ripetitive di cui è composta la molecola).
Viene ottenuto dalla polimerizzazione per condensazione dell'acido fosforico o dall'idratazione del P2O5.
Viene impiegato come catalizzatore nel processo SPA (acronimo dall'inglese Solid Phosphoric Acid) per la produzione di cumene.
Sono stati inoltre effettuati studi che riguardano l'impiego dell'acido polifosforico come ritardante di fiamma e come additivo per migliorare le prestazioni del bitume presente nell'asfalto.

### Brevetti
- Method for making polyphosphoric acid (United States Patent 6616906), su freepatentsonline.com.
- Process for the dearsenication of polyphosphoric acid (United States Patent 3991164), su freepatentsonline.com.
- Method for preparing an improved bitumen by addition of polyphosphoric acid and a cross-linkable polymer (United States Patent Application 20070287778), su freepatentsonline.com.
- Fire-retardant agent based on polyphosphoric or orthophosphoric acid impregnated on a highly porous mineral oxide method for preparation and use thereof (United States Patent 7482400), su freepatentsonline.com.